# Teoría crítica

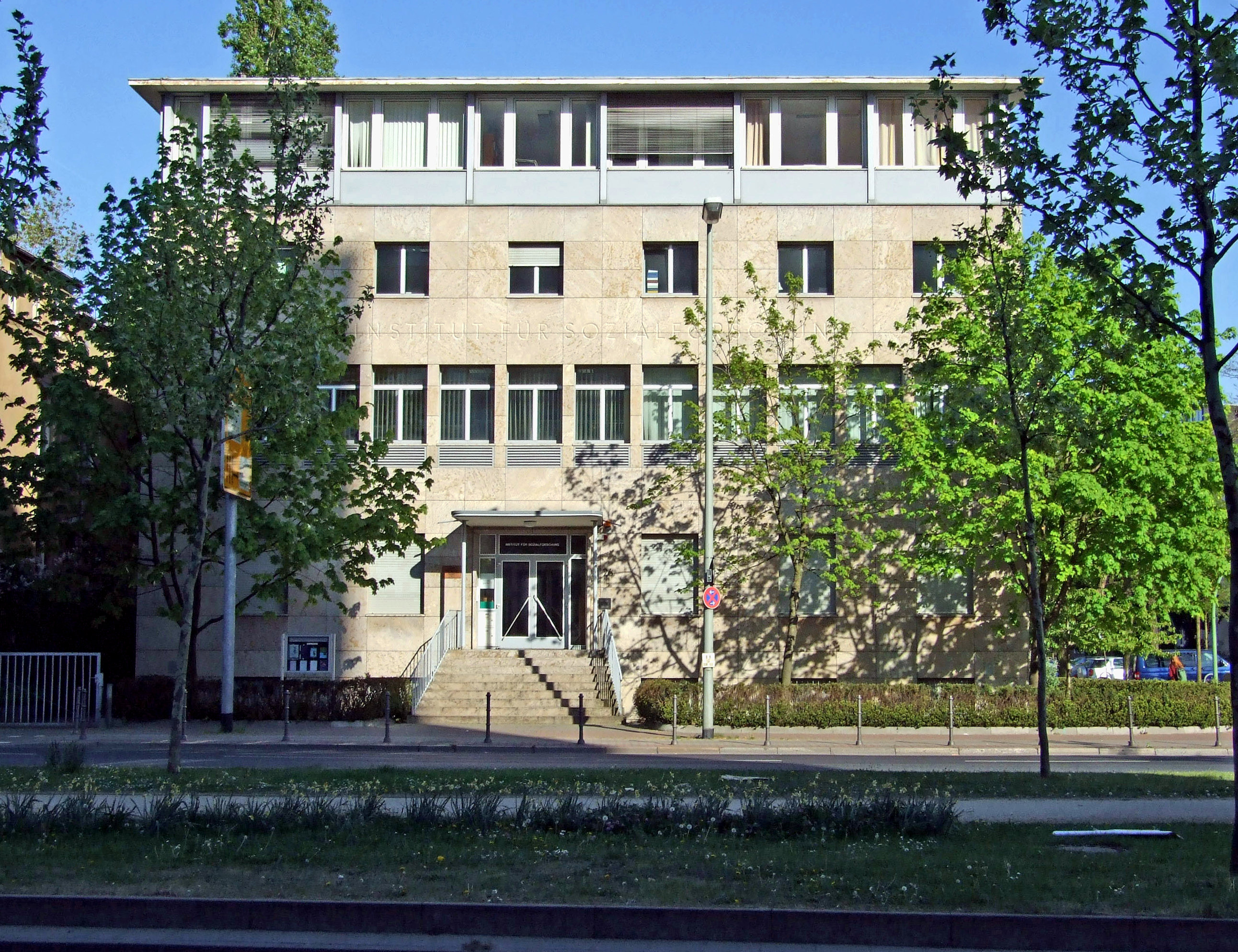
Instituto de Investigación Social de la Universidad Goethe de Fráncfort

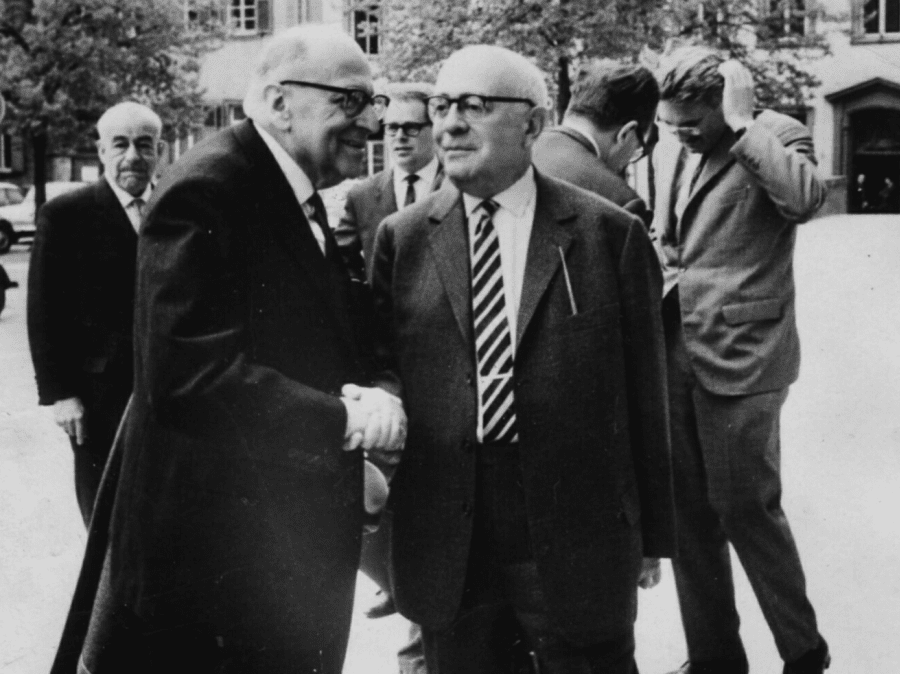
Max Horkheimer (izquierda), Theodor Adorno (derecha) y Jürgen Habermas (fondo derecha) en 1965 en Heidelberg.

En filosofía, se conoce como teoría crítica a la doctrina que nació en la Escuela de Fráncfort para establecer una crítica a la teoría tradicional y a la cultura y moral occidental. Esta corriente tuvo su origen en el Instituto de Investigación Social de la universidad de Fráncfort del Meno.
La Teoría crítica es representada principalmente por Theodor Adorno, Walter Benjamin, Max Horkheimer, Herbert Marcuse, Jürgen Habermas, Oskar Negt o Hermann Schweppenhäuser, Erich Fromm, Albrecht Wellmer, Axel Honneth e incluso Paulo Freire, entre otros.
Como enfoque de la filosofía social, la teoría crítica se centra en la evaluación reflexiva y la crítica de la sociedad y la cultura con el fin de revelar y desafiar las estructuras de poder. Con raíces en la sociología y la crítica literaria, sostiene que los problemas sociales provienen más de las estructuras sociales y los supuestos culturales que de los individuos. Sostiene que la ideología es el principal obstáculo para la liberación humana.

## Nacimiento de la teoría crítica

### Escuela de Fráncfort

#### Orígenes de la escuela de Fráncfort
En 1923 se funda en Fráncfort del Meno un Instituto de Investigación Social asociado a la Universidad de Fránkfurt. La teoría crítica se originó en un panorama en el que el proletariado como gran conjunto no había producido la revolución tal como lo había previsto Marx, y por el contrario había fracasado completamente en las industrializadas Alemania e Inglaterra; aunque se produjo en contextos agrarios como el de Rusia, con condiciones materiales opuestas a las previstas por Marx, como los países industrializados. Ante esta situación, el papel del intelectual de izquierda resulta profundamente cuestionado, pues se veía ante la encrucijada del pensamiento autónomo objetivo, libre de compromisos, y la respuesta a un compromiso social,- político, que no comprometiera sus propuestas teóricas a favor de un partido. Los intelectuales de izquierda ven en la integración en un partido, el peligro de transformarse en intelectuales orgánicos. El intelectual orgánico, como es bien sabido, acaba quitándose la cabeza -y no sólo el sombrero- al ingresar en un partido. Sin embargo, pervive en el intelectual la necesidad de pensar la teoría en términos de praxis política, reconociendo las implicaciones teóricas de determinadas condiciones sociales de las cuales el intelectual no puede escapar, con lo cual se convierte en una misión filosófica, la ilustración teórica de la acción. Misión que la escuela de Fráncfort tomó como propia y que encontró en la oferta filosófica de la época, a la teoría marxista, entendida como teoría crítica de la economía política, una teoría que trataba precisamente de la acción y la crítica del intelectual hacia el acercamiento teórico a la realidad.
En esta línea, algunos autores califican a la Escuela como un grupo neomarxista, debido a la marcada tendencia por la crítica que se constituye en teoría y se opone a la teoría tradicional. Esta teoría ―que adquiere el adjetivo de «crítica»―, tuvo que afirmarse frente a toda una tradición filosófica que había expulsado a Hegel del panorama, aunque también fue influida por sus ideas, al igual que a cambios en las condiciones políticas, económicas y sociales, que repercutieron sobre ella. En la época de la escuela de Fráncfort, el capitalismo occidental, con Alemania como uno de sus representantes más destacados, había entrado en una etapa cualitativamente nueva, dominada por monopolios de expansión y una creciente intervención gubernamental en la economía.
Parte de este contexto económico hizo que la escuela fijara su atención en la experiencia de la Unión Soviética. Los primeros teóricos que hicieron parte de ella, se encontraron ante el surgimiento de una nueva fuerza negativa, revolucionaria, que se agitaba en la sociedad, fuerza que puede ser considerada como el agente que realizaría su filosofía así, de la primera generación de teóricos críticos en la década de 1940 podría decirse que la suya era una crítica «inmanente» de la sociedad basada en la existencia de un «sujeto» histórico real. Sin embargo hacia el final del siglo XX la teoría Crítica se vio forzada a cambiar su planteamiento ante el debilitamiento de la clase obrera revolucionaria.
Estos cambios hicieron que la escuela cambiara de sede, lo cual implicó de manera concomitante un cambio en los planteamientos teóricos que se discutían en su interior, así pues, cuando el Instituto cambia su sede a Columbia University, surge un cambio en dirección pesimista, evitando el uso de términos como «comunismo» o «socialismo» y reemplazándolas por «materialismo dialéctico» o «teoría materialista de la sociedad». Estos cambios sin duda se debieron parcialmente a la delicada situación en que se hallaban los miembros del Institut en Columbia. Pero además expresaban una pérdida progresiva de esa confianza básica que los marxistas habían sentido tradicionalmente en el potencial revolucionario del proletariado.
Esto muestra de manera general la relación que se dio entre el contexto social, político y económico en que surge la Escuela de Fráncfort y la producción intelectual de sus miembros, lo cual también alerta ante la tentativa de pensar la escuela como un todo homogéneo, pues aunque la Escuela de Fráncfort se presenta como el espacio de reflexión de un variado grupo de filósofos unidos por intereses teóricos similares, las propuestas teóricas de sus miembros llegaron a ser muy distintas y en ocasiones divergentes, sin embargo, se podría decir que el tema que une a los distintos autores que hicieron parte de esta escuela, desde Horkheimer hasta Habermas, es la reflexión en torno a la razón, la cual, en oposición a la razón instrumental de la teoría tradicional, se constituye en una razón humana, o como dice Adela Cortina, "una razón que pierde todo norte si no hunde sus raíces en el sentimiento. Desde la piedad y desde el dolor, desde el ansia de vida feliz y desde el sueño de emancipación, se pone en camino la auténtica razón de Occidente".

#### Presupuesto teóricos
A partir de este contexto, la escuela de Fráncfort, plantea la pugna teórica alrededor de la disputa entre la teoría crítica y la teoría tradicional, como reacción ante la unilateralidad hegemónica de la racionalidad teleológica (Cf. Max Weber). La Teoría Crítica de la sociedad se propuso interpretar y actualizar la teoría marxista originaria según su propio espíritu. Por ello, entiende que el conocimiento no es una simple reproducción conceptual de los datos objetivos de la realidad, sino una auténtica formación y constitución de las mismas.
La Teoría Crítica se opone radicalmente a la idea de teoría pura, que supone una separación entre el sujeto que contempla y la verdad contemplada, e insiste en un conocimiento que está mediado por la experiencia, por las praxis concretas de una época, como por los intereses teóricos y extra-teóricos que se mueven al interior de las mismas. Lo cual significa que las organizaciones conceptuales, o sistematizaciones del conocimiento, en otras palabras, las ciencias, se han constituido y se constituyen en relación con el proceso cambiante de la vida social. Dicho de otra manera, las praxis y los intereses teóricos y extrateóricos que se dan en determinado momento histórico, revisten un valor teórico-cognitivo. Pues, son el punto de vista a partir del cual se organiza el conocimiento científico y los objetos de dicho conocimiento.
Surge así una aversión a los sistemas teóricos cerrados, y un gran interés por el contexto social, sobre el cual se buscaba influir directamente a través de la filosofía. Se preocuparon por el método dialéctico instrumentado por Hegel y trataron, como sus predecesores, de orientarlo en una dirección materialista. Estaban particularmente interesados en explorar las posibilidades de transformar el orden social por medio de una praxis humana tradicional.

#### Teoría crítica y positivismo lógico
Desde esta perspectiva la Teoría Crítica se opone a la Teoría Tradicional como a la teoría que surge en el círculo de Viena llamado positivismo lógico y esto en dos niveles:
- En el Plano Social, ya que la ciencia depende ―en cuanto ordenación sistemática― de la orientación fundamental que damos a la investigación (intereses intrateóricos), como de la orientación que viene dada dentro de la dinámica de la estructura social (intereses extrateóricos).
- En el plano teórico-cognitivo, denuncia la separación absoluta que presenta el positivismo entre el sujeto que conoce y el objeto conocido. Es decir, que cuanto menos se meta el investigador en lo investigado, gracias al método, más objetiva y verdadera será la investigación. De esta manera, se pierde el aporte del sujeto que hace ciencia, se absolutizan los hechos y se consolida, mediante la ciencia, un orden establecido (establishment). Es decir, las ciencias pierden su carácter transformador, su función social. En este sentido, los resultados positivos del trabajo científico son un factor de autoconservación y reproducción permanente del orden establecido.

#### Teoría Crítica y sus horizontes filosóficos
Finalmente, esta teoría crítica transformadora del orden social que busca de un mayor grado de humanización ―«antropogénesis»― se fundamenta en el concepto hegeliano de razón. Es decir, la Teoría Crítica asume como propia la distinción entre razón y entendimiento, y entiende que la razón lleva las determinaciones conceptuales finitas del entendimiento hacia su auténtica verdad en una unidad superior, que para la Teoría Crítica es la reflexión filosófica o racional. Con la razón pensamos, con el entendimiento conocemos.
Estas posturas teóricas generales, pueden ser rastreadas a través de autores como Horkheimer, uno de los directores y miembros más destacados de la escuela de Fráncfort, y quien plantea el debate entre teoría tradicional y teoría crítica, al igual que Habermas quien comprende esta distinción dentro de una racionalidad procedimental a partir de la cual el conocimiento humano no opera según presupuestos jerárquicos-metafísicos (teoría tradicional) sino pragmático-procedimentales (teoría crítica) al interior de las comunidades científicas y de los mundos socioculturales de vida. Esto significa que todo modo de conocer es interesado y, que sólo conocemos por el interés.
Esto lo trabaja Habermas a partir de una teoría de los intereses rectores del conocimiento, que son en su terminología «el interés cognitivo-práctico» y «el interés cognitivo-técnico» que tienen sus bases en estructuras de acción y experiencias profundas vinculadas a sistemas sociales y el interés cognitivo-emancipatorio que posee un estatuto derivado y asegura la conexión del saber teórico con la práctica vivida. Se concluye así que la Teoría Crítica es una teoría que al mismo tiempo que aspira a una comprensión de la situación histórico-cultural de la sociedad, aspira también a convertirse en la fuerza transformadora de la misma en medio de las luchas y las contradicciones sociales.

### Primera formulación de la teoría crítica
La teoría crítica es formulada por Max Horkheimer por primera vez en su obra de 1937 Teoría tradicional y teoría crítica.
El proyecto inicial se define como marxismo heterodoxo, es decir, de realizar soluciones congruentes a los problemas de la sociedad, como la desigualdad de clases, no solo desde el punto de vista sociológico, sino también filosófico. Aspiraban a combinar a Marx con Freud, reparando en el inconsciente, en las motivaciones más profundas. Por ello la teoría crítica debería ser un enfoque que, más que tratar de interpretar, debiera poder transformar el mundo.

## Exilio ante la llegada de Hitler
Con la llegada al poder del Partido Nacionalsocialista Obrero Alemán en 1933, sus miembros se ven obligados a huir de Alemania. Tras recorrer varias ciudades europeas, el Instituto se instalará finalmente en Nueva York, donde permanecerá hasta 1950. Allí se trasladan Adorno y Horkheimer, las figuras más destacadas de esta etapa; el segundo de ellos fue su director.

### Investigación sobre teoría comunicativa
En las primeras investigaciones sobre comunicación que llevaron a cabo en Estados Unidos, de enfoque empirista y ligadas a grandes instituciones, como La Fundación Rockefeller, surgirán las principales diferencias entre teoría crítica y positivismo, que marcarán los sucesivos debates y los estudios sobre comunicación y sociedad en la mitad del siglo XX. Desde la teoría crítica se proponía ampliar el concepto de razón, de manera que el pensamiento se liberara de los límites marcados por la práctica empirista, y de una visión objetiva de la realidad. 

El empirismo, como la dialéctica, fue una vez una filosofía. Pero una vez reconocido esto, el término "filosofía", que a nosotros se nos reprocha como si fuera una vergüenza, deja de causar horror y se revela a sí mismo como la condición y la meta de una ciencia que quiera ser algo más que simple técnica y que no se doblegue a la burocracia.
T. W. Adorno. Epistemología y ciencias sociales. Madrid. Cátedra. 2001

La denuncia de la teoría crítica se centrará en las implicaciones institucionales y mercantiles del enfoque positivista, que naturaliza las exigencias propias de la sociedad de consumo, sin prestar atención a los conflictos sociales. 
Por su lado, Max Horkheimer centró su crítica al positivismo en el libro Crítica de la razón instrumental, publicado en 1946 a partir de unas conferencias que impartió en la Universidad de Columbia a lo largo de 1944. 

Mediante su identificación de conocimiento y ciencia el positivismo limita la inteligencia a funciones que resultan necesarias para la organización de un material ya tallado de acuerdo con el molde de la cultura comercial
Horkheimer Crítica de la razón instrumental. Madrid. Trota. 2002.

Juntos publicaron en 1944 el ensayo Dialéctica de la Ilustración, libro que se revelaría fundamental a la hora de abordar los problemas relativos a las conexiones entre comunicación y sociedad. Se plantea, según sus autores, como un proyecto para lanzar conceptos que promuevan un cambio social. "Hasta ahora los filósofos han interpretado el mundo, a partir de ahora deberían ayudar a cambiarlo" (Marx). En él presentan el fascismo no como un hecho puntual ocurrido en occidente, sino como una de las consecuencias de la modernidad.

## Ilustración
Horkheimer y Adorno señalan en Dialéctica de la Ilustración que la Ilustración tiene un modo de concebir las relaciones de poder que desde un principio hace que nos enfrentemos a la diferencia y la alteridad de un modo conflictivo. Los procesos de subjetivación modernos -entendiendo por tal todos aquellos procesos sociales y culturales formativos que explican lo que hemos llegado a ser- se caracterizan por su tendencia a la homogeneización y destrucción de la diferencia. De este modo la razón se usa de un modo eminentemente destructivo que socava los potenciales liberadores que siempre tuvo la modernidad. Ello lleva a Habermas a indicar que la modernidad tiene un proyecto emancipador truncado que todavía puede llevarse a cabo, pero que es necesario volver a reinterpretar la racionalidad desde un punto de vista libre de dominación. Sin embargo, autores como Hermann Schweppenhäuser o Christoph Türcke han cuestionado que Habermas sea un continuador legítimo de la teoría crítica de Horkheimer y Adorno, ya que su reinterpretación de una racionalidad libre de dominio supone la renuncia a algunas de las pretensiones fundamentales de éstos y de la herencia del marxismo occidental.
En "Dialéctica de la Ilustración" Adorno y Horkheimer sostienen la ruina de la civilización, definitivamente malograda. El devenir o decurso del proceso de la civilización se entabla como relación dialéctica entre el mito y la ilustración. Así, en la antigüedad, la mitología había constituido un intento de dominación y explicitación de la naturaleza. La Ilustración despojó al mundo de esa dimensión mágica, pero, subrepticiamente, inventó sus nuevos mitos, secretamente.
En el momento en que los autores escribían esta obra se vivía con crudeza un ejemplo contemporáneo de aquello a lo que estaban refiriéndose: el falso fundamento pseudorracional de la demencial teoría de los Nacional Socialistas que sostenían el mito desprovisto de toda razón de la "superioridad" de los germanos, sobre las otras razas.
Es a partir del siglo XVIII, de la Ilustración o de las luces, que la cultura de occidente había relacionado de modo inextricable su porvenir y su futuro al uso de la razón. Pero la racionalización introducida por este proceso habría de engendrar a la larga su posición contraria. En efecto, al promediar el siglo XX la barbarie se había entronizado en todo el mundo europeo. Y hasta había fallado en un todo esa razón, pues había sido manipulada para dar "racionalidad" a lo totalmente irracional.
La razón misma se había ocupado de dar lugar al ascenso a la imprevisible locura del nacionalsocialismo. El orden burgués, la razón y su racionalidad, habían posibilitado la llegada de Hitler. Y todo, hasta los límites impensables de las matanzas industrializadas de Auschwitz.
Adorno ya no va a depositar sus esperanzas en la racionalidad, sino, más bien en el arte y en la cultura. Pero no apuntaba a cualquier forma de arte, sino a las vanguardias opuestas a las manifestaciones artísticas de masa del siglo XX, en creciente despliegue. En Estados Unidos bien se pudo conocer el avance avasallador de esta "comunicación" de masas. Radio, cine, televisión, música popular eran el nuevo mito ilustrado. Ambos autores sostuvieron con desencanto que los nuevos medios técnicos producían arte estandarizado y fácilmente consumible. La "industria cultural", entretanto, estaba segura de la fidelidad de sus clientes.
Todo fue derivando hacia una cultura del banal y superficial entretenimiento. Esto paulatinamente se fue transformando y se habría de seguir transformando en un elemento unificador aplastante de la individualidad, de la independencia, de la capacidad de pensamiento del sujeto. Su previsión del futuro, era así desalentadora, a diferencia de la posición sostenida por Walter Benjamin, que cifraba esperanzas en los innovadores medios de la sociedad, pensando, decididamente en las películas, en la fotografía y en los elementos magnetofónicos.
La visión que Adorno y Horkheimer tejieron sobre la civilización occidental masificada tiene un tinte señaladamente sombrío. Mirando el pasado se tiene la brutal barbarie del nazismo, y mirando hacia adelante se puede avizorar una comunidad de hombres-masa en que la libertad se va atrofiando por los manejos de la industria cultural.

## Teoría crítica y pedagogía crítica
La pedagogía crítica es una corriente pedagógica, una filosofía de la educación y un movimiento social que desarrolló y aplicó conceptos provenientes de la teoría crítica de la Escuela de Fráncfort y tradiciones relacionadas, hacia el campo de la educación y el estudio de la cultura.

## Introducción de la teoría crítica en España
Manuel Sacristán fue el primero en España en traducir un libro de un miembro de la Escuela de Fráncfort. De hecho, en 1962 tradujo dos de los libros de Adorno, Notas de literatura y Prismas; La crítica de la cultura y la sociedad, ambos publicados por Ariel. Por otro lado, Jesús Aguirre, durante su estancia como director literario en la editorial Taurus, también jugó un papel crucial en la introducción de la Teoría Crítica en España a través de la traducción y edición de numerosas obras de diversos miembros de la Escuela, particularmente Benjamin. De hecho, los 43 libros de la Escuela de Fráncfort que fueron publicados en España entre los años 1962-1981, la editorial Taurus fue responsable de un total de 13.